# Agatha Christie's Marple
Agatha Christie’s Marple (of kortweg Marple) is een Britse televisieserie die door ITV uitgezonden werd van 2004 tot 2013. De serie is gebaseerd op de boeken en verhalen van de Britse schrijfster Agatha Christie. 

## Adaptaties
Agatha Christie schreef twaalf boeken met Miss Marple in de hoofdrol, die allen verfilmd werden voor de serie:
- The Murder at the Vicarage
- The Body in the Library
- The Moving Finger
- A Murder is Announced
- They Do It with Mirrors
- A Pocket Full of Rye
- 4.50 from Paddington
- The Mirror Crack'd from Side to Side
- A Caribbean Mystery
- At Bertram's Hotel
- Nemesis
- Sleeping Murder

Het kortverhaal The Blue Geranium werd uitgebreid tot een volledige aflevering en de twee kortverhalen Greenshaw’s Folly en The Thumb Mark of St. Peter werden gecombineerd in één aflevering, terwijl elementen uit het kortverhaal The Herb of Death werden gebruikt in de aflevering The Secret of Chimneys. 
Andere boeken van Agatha Christie waarin Miss Marple geen rol speelde werden herwerkt zoals onder andere The Secret of Chimneys, Why Didn't They Ask Evans?, Ordeal by Innocence, The Pale Horse, Murder is Easy en By the Pricking of My Thumbs. Deze laatste is een boek met Tommy en Tuppence, die ook in de aflevering meespelen maar deze maal samen met Miss Marple de misdaden oplossen.

## Personages
Het titelkarakter werd vertolkt door Geraldine McEwan in de eerste drie seizoenen en vanaf het vierde seizoen door Julia McKenzie.
Een aantal personages komen in meerdere afleveringen voor maar werden niet altijd door dezelfde acteurs vertolkt. Uitzonderingen: Joanna Lumley speelde Mrs Dolly Bantry in The Body in the Library en The Mirror Crack'd from Side to Side en Stephen Churchett, speelde de lijkschouwer in vier afleveringen.
Dr Haydock komt voor in drie afleveringen, maar werd gespeeld door drie verschillende acteurs: Robin Soans in The Body in the Library, Robert Powell in The Murder at the Vicarage en Neil Stuke in The Mirror Crack'd from Side to Side. Voor Jason Rafiel, een oude vriend van Miss Marple's, werd de stem van Herbert Lom (die de rol van Mr Dufosse speelt in "Murder at the Vicarage") gebruikt in Nemesis en het personage werd gespeeld door Antony Sher in A Caribbean Mystery.

## Afleveringen

### Seizoen 1
| Datum            | Aflevering                 |
| ---------------- | -------------------------- |
| 12 december 2004 | The Body in the Library    |
| 19 december 2004 | The Murder at the Vicarage |
| 26 december 2004 | 4:50 from Paddington       |
| 2 januari 2005   | A Murder Is Announced      |

### Seizoen 2
| Datum            | Aflevering                   |
| ---------------- | ---------------------------- |
| 5 februari 2006  | Sleeping Murder              |
| 12 februari 2006 | The Moving Finger            |
| 19 februari 2006 | By the Pricking of My Thumbs |
| 30 april 2006    | The Sittaford Mystery        |

### Seizoen 3
| Datum             | Aflevering          |
| ----------------- | ------------------- |
| 23 september 2007 | At Bertram's Hotel  |
| 30 september 2007 | Ordeal by Innocence |
| 3 augustus 2008   | Towards Zero        |
| 1 januari 2009    | Nemesis             |

### Seizoen 4
| Datum             | Aflevering                 |
| ----------------- | -------------------------- |
| 6 september 2009  | A Pocket Full of Rye       |
| 13 september 2009 | Murder Is Easy             |
| 1 januari 2010    | They Do It With Mirrors    |
| 15 juni 2010      | Why Didn't They Ask Evans? |

### Seizoen 5
| Datum            | Aflevering                           |
| ---------------- | ------------------------------------ |
| 30 augustus 2010 | The Pale Horse                       |
| 27 december 2010 | The Secret of Chimneys               |
| 29 december 2010 | The Blue Geranium                    |
| 2 januari 2011   | The Mirror Crack'd from Side to Side |

### Seizoen 6
| Datum            | Aflevering          |
| ---------------- | ------------------- |
| 16 juni 2013     | A Caribbean Mystery |
| 23 juni 2013     | Greenshaw's Folly   |
| 29 december 2013 | Endless Night       |

## Prijzen en nominaties
De belangrijkste
| Jaar | Prijs                | Categorie                                                                   | Genomineerde(n)  | Uitslag     |
| ---- | -------------------- | --------------------------------------------------------------------------- | ---------------- | ----------- |
| 2005 | Satellite Award      | Outstanding Actress in a Miniseries or a Motion Picture Made for Television | Geraldine McEwan | Genomineerd |
| 2005 | Satellite Award      | Outstanding Miniseries                                                      | seizoen 1        | Genomineerd |
| 2005 | Primetime Emmy Award | Outstanding Special Class Program                                           | seizoen 1        | Genomineerd |